# Carlo Saba
Carlo Saba (Bandung, 5 de enero de 1968-19 de abril de 2023) fue un cantante pop indonesio. 

## Carrera artística
Formaba parte de una banda musical llamada Kahitna. En el 2014 lanzó su primer álbum discográfico en solitario titulado "Kepingan Cinta". Junto a sus hermanos Marthin, Denny e Ivan formó parte de grupo musical vocal llamado Saba.

## Discografía
Álbum de estudio
- "Cerita Cinta" (1994)
- "Cantik" (1996)
- "Sampai Nanti" (1998)
- "Permaisuriku" (2000)
- "Cinta Sudah Lewat" (2003)
- "Soulmate" (2006)
- "Lebih Dari Sekedar Cantik" (2010)

Álbum de compilaciones
- "The Best of Kahitna" (2002)
- "Cerita Cinta: 25 Tahun Kahitna" (2011)